# Marco Dutra
Marco Aurelio Ferreira Dutra, conegut com Marco Dutra, (São Paulo, 17 de març de 1980) és un director de cinema, guionista i compositor brasiler.

## Biografia
Dutra va néixer en São Paulo el 17 de març de 1980. Es va graduar en cinema a l'Escola de Comunicació i Art de la Universitat de São Paulo. Forma part del col·lectiu Films do Caixote. Des de la seva etapa universitària, va treballar amb la directora Juliana Rojas, amb qui ha fet diversos treballs, entre elles el curtmetratge amb el qual es va graduar en 2004, O Lençol Branco, que va ser seleccionat per al Cinéfondation 2005 del Festival de Canes, dedicat al cinema escolar.
Dutra i Rojas van produir en 2007 el curtmetratge "Um Ramo", que es va exhibir en l'exposició paral·lela Semana da Crítica. En 2011, també al costat de Rojas, Dutra va dirigir el seu primer llargmetratge, Trabalhar Cansa, que es va estrenar a nivell mundial en la secció Un certain regard del Festival de Canes, a més de passar per altres festivals internacionals com el Festival de Cinema de Sitges, Festival Internacional del Nou Cinema Llatinoamericà de l'Havana, Festival de Moscou, London BFI Festival, Festival de Cinema de Lima, el Festival de Paulínia i el Festival de Brasília. Dutra també va desenvolupar treballs com a guionista per a pel·lícules com No Meu Lugar 2009, d'Eduardo Valente, i per a la sèrie de televisió Alice en 2009, que es va retransmetre en el canal HBO Brasil.
El 31 de gener de 2014 es va estrenar el seu segon llargmetratge com a director i compositor, Quando Eu Era Vivo, un film de suspens protagonitzat per Sandy Leah, Antônio Fagundes i Marat Descartes que es va exhibir a la Festa del Cinema di Roma. En 2016 va codirigir amb Vermella la seva tercera pel·lícula O Silêncio do Céu. Un any després, Dutra va presentar el film As boas maneiras, protagonitzat per les actrius Isabél Zuaa i Marjorie Estiano.

## Reconeixements
El seu curt Um Ramo va guanyar el Premi Descobriment de la Setmana de la Crítica del Festival de Canes. El seu primer llargmetratge, Trabalhar Cansa, va ser finalista del premi Sundance/NHK, a més de rebre el Premi Ciutadà Kane al Millor Llargmetratge al XLIV Festival Internacional de Cinema Fantàstic de Catalunya, el Tercer Premi Coral en el Festival de l'Havana, el premi al millor guió en el Festival de Moscou, el premi a la Millor Actriu en el Festival de Lima, el Premi del Jurat en el Festival de Paulínia i el de Millor Actriu de Repartiment en el Fesgival de Brasília. El seu film As bo<s maneiras va rebre el Premi Especial del jurat del Festival de Locarno, a Suïssa.

## Filmograffa

### Com a director i guionista
| Llargmetratges i curtmetratges. | Llargmetratges i curtmetratges. | Llargmetratges i curtmetratges.                          |
| Any                             | Títol                           | Paper                                                    |
| ------------------------------- | ------------------------------- | -------------------------------------------------------- |
| 2004                            | Concerto Número Três            | Director i guionista                                     |
| 2004                            | O Lençol Branco                 | Director i guionista                                     |
| 2007                            | Um ramo                         | Director i guionista                                     |
| 2009                            | No Meu Lugar                    | Guionista                                                |
| 2009                            | As Sombras                      | Director y guionista                                     |
| 2011                            | Trabalhar Cansa                 | Director i guionista (al costat de Juliana Rojas)        |
| 2011                            | Meu País                        | Guionista                                                |
| 2014                            | Quando Eu Era Vivo              | Director y guionista (junto con Gabriela Amaral Almeida) |
| 2016                            | O Silêncio do Céu               | Director                                                 |
| 2017                            | As Boas Maneiras                | Director i guionista (amb Juliana Rojas)                 |
| 2018                            | A Voz do Silêncio               | Director (amb André Ristum)                              |
| 2025                            | Enterre Seus Mortos             | Director i guionista                                     |

### Compositor
| 2014 | Quando Eu Era Vivo | Compositor                       |
| 2012 | O Que Se Move      | Compositor de cançons temàtiques |